# Liste von Zwiebelbrunnen
In dieser Liste sind Zwiebelbrunnen aufgeführt, also Brunnen im öffentlichen Raum, die Zwiebeln zum Thema haben.

## Deutschland
| Bezeichnung                | Bild           | Standort                                   | Bundesland        | Künstler       | Errichtung Einweihung | Weitere Informationen |
| -------------------------- | -------------- | ------------------------------------------ | ----------------- | -------------- | --------------------- | --------------------- |
| Zwiebelbrunnen (Esslingen) | weitere Bilder | Esslingen am Neckar, Im Heppächer 9 (Lage) | Baden-Württemberg | Wolfgang Klein |                       |                       |

## Weitere
| Bezeichnung             | Bild           | Standort                                                  | Staat  | Künstler   | Errichtung Einweihung | Weitere Informationen |
| ----------------------- | -------------- | --------------------------------------------------------- | ------ | ---------- | --------------------- | --------------------- |
| Zwiebelbrunnen (Kőszeg) | weitere Bilder | Kőszeg, Fő Platz (Komitat Vas) (Lage)                     | Ungarn |            |                       |                       |
| Zwiebelbrunnen (Makó)   | weitere Bilder | Makó, 24 Lonovics Avenue (Komitat Csongrád-Csanád) (Lage) | Ungarn | Péter Matl | 1999                  |                       |